# چساچ، استان کویافسکو-پومورسکی
چساچ (به لاتین: Trzęsacz) یک روستا در لهستان است که در استان کویافسکو-پومورسکی واقع شده‌است.